# Tannú Tuva
Tannú Tuva va ser el nom de la República de Tuvà de 1921 a 1930. Del 1930 al 1946 va restar independent sota el nom de República Popular de Tuva (Tuva Arat). El 17 d'agost de 1944 va sol·licitar l'ingrés a la Federació Russa (una de les repúbliques de la Unió Soviètica) petició que va ser acceptada el 13 d'octubre de 1944, ingressant com a regió autònoma de Tuva. Fou convertida en república socialista soviètica autònoma el 10 d'octubre de 1961.

## Història
L'any 1921 els mongols i les forces dirigides pel tinent general Roman Ungern von Sternberg van expulsar els xinesos de Mongòlia. Les forces xineses tanmateix es van retirar de Sibèria on havien anat (al Transbaikal) junt amb les forces aliades i especialment junt amb les del Japó. Llavors la secció local a l'Urianhai del partit comunista rus, format per treballadors russos al país, que tenia el suport dels bolxevics de Rússia, va iniciar la revolta al territori, i va prendre el poder expulsant la petita guarnició xinesa, i proclamant la República Popular de Tannú Tuva. El partit comunista es va convertir en Partit Revolucionari Popular de Tuva. Els bolxevics van reconèixer la república i van renunciar formalment als seus drets al protectorat. La primera bandera fou vermella amb un disc blau al centre i la xacra daurada (anomenada Khorlo) dins el disc. El 1926 es va adoptar la bandera vermella amb l'escut nacional al centre. Fou nomenat primer ministre Kuular Donduk.
Kuular instaurà el budisme com a religió oficial de l'estat i intentà limitar les propagandes provinents de Rússia. També tractà d'establir llaços amb Mongòlia. Rússia s'alarmà cada cop més per aquestes iniciatives i eventualitats fins al punt en què, l'any 1929, el primer ministre Kuular fou arrestat i executat. A Rússia mentrestant (1930) cinc membres de la KUTV (Universitat Comunista de l'Est), el mateix grup que ajusticià Kuular, foren designats comissaris extraordinaris de Tuva. La llei incondicional del govern de Stalin purgà el Partit Comunista de Tuva, aproximadament una tercera part dels seus membres i impulsà la col·lectivització agrícola cap a l'interior del país, tradicionalment nòmada. El nou govern tractà d'eliminar les religions del país, una política animada per Stalin. Evidències de l'èxit d'aquestes accions poden ser vistes a la caiguda del nombre de lames a Tuva: el 1929 hi havia 25 lamaristes i prop de quatre milers de lames i xamans, el 1931 hi havia tan sols un lamarista, 15 lames i aproximadament 725 xamans. Les temptatives de la supressió de la tendència nòmada foren més difícils. Un cens de 1931 demostrà que el 82,2% dels tuvans eren nòmades. Saltxak Toka, un dels comissaris extraordinaris, fou nomenat Secretari General del Partit Popular Revolucionari de Tuva el 1932. Es quedaria al poder fins a la seva mort (1973).

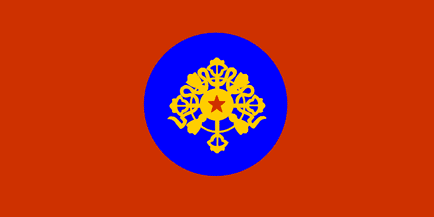
Bandera de Tuva 1921 - 1926

Bandera de Tuva 1933 - 1941

Una primera constitució fou adoptada el 24 d'abril de 1924 i establia una república sota protecció de la Unió Soviètica. El 24 de novembre de 1926 es va promulgar una nova constitució. El 28 de juny de 1930 es va promulgar la tercera constitució i en aquest mateix any es va introduir l'alfabet llatí. El nom del país va passar a ser República Popular de Tuva (Tuva Arat) i el nou home fort del país fou el comunista Saltxak Toka. El khorlo com a part de l'emblema nacional fou suprimit (18 d'octubre de 1930). L'any 1943 es va adoptar l'alfabet ciríl·lic.
Tannú Tuva entrà a la Segona Guerra Mundial amb els aliats el 25 de juny de 1941, tres dies més tard que la Unió Soviètica. L'11 d'octubre de 1944 amb l'aprovació del Khural (el Parlament) de Tuva, Tannú Tuva fou inclòs a l'URSS com a "Oblast Autònom de Tuva". A Toka se li entregà el títol de Primer Secretari del Partit Comunista de Tuva. Tuva fou una república autònoma (RSSA de Tuvà dins de la RFSSR Russa) des del 10 d'octubre de 1961 fins al 1992.
La República Popular de Tuva és formalment coneguda com a República de Tuva dins de Rússia. Hi ha hagut negociacions sobre la restauració de la sobirania de Tuva (la qual cosa és formalment possible), no han tingut cap impacte de moment, degut a la dependència nacional de l'economia russa i, en menor mesura, la "russificació" de la població (encara que el 75% de la població pertany al grup ètnic tuvinià).